# Reiner Gottstein
Reiner Gottstein (10. srpna, 1910 – 13. února 1945) byl důstojník SD, SS a později i vrchní státní rada a policejní důstojník za druhé světové války. Mimo jiné byl i držitelem rytířského kříže železného kříže.

## Životopis
Narodil se 10. srpna roku 1910 v rakousko-uherském Liberci jako syn lékaře Josefa Franze Gottsteina. V roce 1916 nastoupil na měšťánskou školu, ze které přestoupil v roce 1920 na reálné gymnázium v Berlíně. Na gymnáziu maturoval v roce 1929 a poté studoval práva na univerzitách v Berlíně a v Göttingenu, které úspěšně dokončil kolem roku 1933.
Roku 1933 mu bylo uděleno německé státní občanství a v listopadu téhož roku vstoupil do SS. K 1. květnu roku 1937 vstoupil i do NSDAP.
Během druhé světové války byl dosazen na hlavní říšský bezpečnostní úřad, kde řídil referát II. D od III. úřadu a zabýval se technickými záležitostmi jako je rozhlas, film nebo fotografie.
Později byl převelen do Budapešti, kde byl přidělen k vrchnímu veliteli bezpečnostní policie a bezpečnostní služby SS-Oberführerovi Hansi-Ulrichu Geschkemu. Poté, co byl Geschke zabit v boji, převzal jeho velitelskou funkci.
Poté, co byla jeho funkce zrušena, mu byla přidělena bojová skupina, se kterou se snažil probít z města; za jeden takový pokus mu byl udělen 6. února 1945 Rytířský kříž. Při dalším takovém průlomu však byl zabit v boji.

## Shrnutí vojenské kariéry

### Data povýšení
- SS-Untersturmführer
- SS-Obersturmführer – 20. duben, 1938
- SS-Hauptsturmführer – 30. leden, 1939
- SS-Sturmbannführer – 1. říjen, 1940
- SS-Obersturmbannführer – 30. leden, 1945
- Oberstleutnant der Polizei – 30. leden, 1945

### Významná vyznamenání
- Rytířský kříž Železného kříže – 6. únor, 1945
- Německý kříž ve zlatě – únor, 1945
- Železný kříž II. třídy – 1944
- Železný kříž I. třídy – 1944
- Čestná dýka Reichsführera SS
- Sportovní odznak SA v bronzu
- Říšský sportovní odznak v bronzu
- Civilní odznak SS